# La Porteuse de pain (film, 1963)
Pour les articles homonymes, voir La Porteuse de pain (homonymie).
Pour plus de détails, voir Fiche technique et Distribution.
La Porteuse de pain est un film franco-italien réalisé par Maurice Cloche, sorti en 1963.

## Synopsis
Fin du XIXe siècle. Jeanne Fortier est injustement accusée d'avoir tué son patron et mis le feu à l'usine qui l'emploie. Après avoir repoussé les avances du véritable assassin, Jacques Garaud, elle est condamnée à la prison à vie. Jacques Garaud a volé de l'argent et un projet d'invention, "une machine à guillocher les surfaces courbes", à Jules Labroue, le directeur de l'usine. Il fuit en Amérique et fait fortune avec l'invention volée. Il revient en France sous le nom de Paul Harmant. Ovide Soliveau, le cousin du vrai Paul Harmant décédé, fera chanter Jacques Garaud. Il s'est procuré une "liqueur de vérité" et la fait boire dans un verre de Chartreuse verte au faux Paul Harmant afin de connaître sa véritable identité et lui faire avouer son forfait. Quant à Jeanne Fortier, c'est une femme vieillie qui, ayant perdu la trace de ses enfants, s'évade vingt ans plus tard et devient porteuse de pain.

## Fiche technique
- Titre original : La Porteuse de pain
- Titre italien : La portatrice di pane
- Réalisation : Maurice Cloche
- Scénario et dialogues : Maurice Cloche et Christian Plume, d'après l'œuvre de Xavier de Montépin
- Photographie : Henri Decae   panoramique Eastmancolor
- Son : René Longuet
- Montage : Gilbert Natot
- Musique : René Sylviano
- Sociétés de production : Comptoir Français du Film Production - Euro International Film
- Pays de production :  France -  Italie
- Genre : Drame
- Durée : 120 minutes
- Date de sortie : 
  - France : 30 août 1963

## Distribution
- Suzanne Flon : Jeanne Fortier
- Philippe Noiret : Jacques Garraud
- Jean Rochefort : Ovide Soliveau
- Jeanne Valérie : Mary Harmant
- Michel Lemoine : Georges Darier
- José Greci  (V.F : Jany Clair) : Amanda
- Marie-France Mignal : Lucie
- Michel Bardinet : Jules Labroue
- Bernard Lajarrige : Le préfet de police
- Pierre Doris : Le vendeur de journaux
- Paul Vervisch : Ricoux
- Albert Dinan :  Le Tourangeau, un boulanger
- Pierre Mirat : La Brioche
- Aram Stephan : Le prince
- Lisette Lebon : Marianne
- Claude Le Lorrain : Perkins
- Philippe Castelli : Le premier policier aux ordres du préfet de police
- Bernard Musson : Le second policier aux ordres du préfet de police
- Pierre Duncan : L'officier de police
- Grégoire Gromoff : L'annonceur
- Max Montavon :  Un gendarme
- Madeleine Suffel : La concierge
- Hervé Gatineau : Le petit garçon
- Pierre Massimi : Lucien Labroue
- Alberto Lupo  (V.F : Rene Arrieu) : Étienne Castel
- Robert Berri : Le chef d'équipe (non crédité)
- Odette Piquet
- Albert Augier
- Martine de Breteuil
- Jacques Mancier
- Jean Sylvain (sous le nom de "Sylvain")
- André Tomasi
- Lina Roxa
- Jean Franval
- Philippe Pierson
- Roger Fradet
- Gilbert Servien
- Lucien Hubert
- Guy Mairesse